# ジグムント・ノスコフスキ
ジグムント・ノスコフスキ（Zygmunt Noskowski, 1846年5月2日 ワルシャワ - 1909年7月23日 同地）はポーランドの作曲家・指揮者・音楽教師。

## 生涯
当初はワルシャワ音楽院でヴァイオリンと作曲を学ぶが、奨学金を得て1864年から1867年までベルリンに留学し、当時のヨーロッパで指導的な作曲の教師のひとりであったフリードリヒ・キールに師事。国外でいくつかの職務に就いた後、1880年に帰国し、残りの生涯をワルシャワに暮らした。
作曲家として活動したばかりでなく、教師としても名を馳せ、指揮者や音楽ジャーナリストとしても高名であった。ノスコフスキは、19世紀後半から20世紀初頭までのポーランド楽壇において指導的な音楽家のひとりだったのである。次世代の重要なポーランドの作曲家は実質的にみなノスコフスキに教えを受けており、したがってカロル・シマノフスキやグジェゴジ・フィテルベルクはノスコフスキの門人である。1880年から1902年までワルシャワ音楽協会の会長を務め、最晩年においてはポーランドの指導的な作曲家の一人として認められていた。こんにちノスコフスキはポーランドの最初の交響曲作家と看做されている。

## 作風
ノスコフスキは管弦楽の作曲家として最も知られているのだが、歌劇や室内楽、ソナタなどの器楽曲や、重要な声楽曲も遺している。著名な音楽学者で音楽評論家のヴィルヘルム・アルトマンは、ノスコフスキの室内楽曲について論じた際に、「非常に印象深く、聴衆の注目や上演に値する作品である」とした。1879年に作曲されたピアノ四重奏曲から判断すると、同時代の中欧で発展しつつあった最新の音楽を吸収してはいるものの、構成的な面を除くと作品は、当時の主要な作曲家で、当時の音楽界を支配していたワーグナーやリスト、ブラームスからの影響をまるで（または殆ど）示していない。

### 主要作品一覧
- 歌劇《審判 Wyrok 》
- 歌劇《国境の塀の報復 Zemsta za mur granicmy 》
- 歌劇《 Livia Quintilla 》 （1898年）

- 交響曲 第1番 イ長調 作品番号なし （1874年-1875年）
- 交響曲 第2番 "Elegiac"
- 交響曲 第3番 ヘ長調 《春から翌春まで》作品番号なし （1903年）

- 演奏会用序曲《 Morskie Oko 》 作品19
- ショパンの前奏曲第7番による交響的変奏
- 管弦楽曲《ポーランドの悲歌》ホ短調 （1885年）
- 管弦楽曲《葬送行進曲》作品53 （1897年）
- 交響詩《大草原》 作品66

- 弦楽四重奏曲 （1875年）
- 弦楽四重奏のための幻想曲 （1879年）
- ピアノ四重奏曲 ニ短調 作品8 （1880年）

## 参考資料
- Wronski, Witold, Zygmunt Noskowski, Warsaw 1960
- Sutkowski, A, Zygmunt Noskowski, Krakow, 1957
- Altmann, Wilhelm, Handbuch fûr Streichquartettspieler, Heinrichshofen, Amsterdam, 1972